# داوید دیه
داوید دیه (فرانسوی: David Douillet‎؛ زادهٔ ۱۷ فوریهٔ ۱۹۶۹) جودوکار سابق و سیاستمدار و وزیر اهل فرانسه است.
وی همچنین برندهٔ جوایزی همچون لژیون دونور (شوالیه) شده‌است.